# Bernard Tapie
Bernard Roger Tapie, född 26 januari 1943 i Paris, död 3 oktober 2021 i Paris, var en fransk affärsman, politiker och skådespelare.
Tapie blev känd som ägare av Adidas och som president för den franska fotbollsklubben Olympique de Marseille. Under hans ägarskap av Marseille mellan 1986 och 1994, vann de fyra raka ligamästerskap 1988–1992 samt en Uefa Champions League för säsongen 1992–1993. Marseille vann egentligen en femte ligamästerskap (1992–1993) men blev fråntagna mästartiteln när Tapie åkte dit för matchfixning. Han hade mutat Valenciennes för att lägga sig så Marseille skulle få längre vila inför Champions League-finalen. Han dömdes till fängelse och satt 1997 sex månader medan Marseille blev tvångsnedflyttade till Ligue 2.
Han var också statsminister i Pierre Bérégovoys regering mellan april 1992 och mars 1993 med ett uppehåll på mellan maj och december 1992 på grund av anklagelser om korruption rörande företaget Toshiba.
År 2021 avled han av cancer i magen. Frankrikes president Emmanuel Macron uttryckte sina kondoleanser till Tapies familj i ett uttalande och sade att han och hans fru "har berörts av nyheten om Bernard Tapies bortgång, vars ambition, energi och entusiasm varit en inspirationskälla för generationer av fransmän".